# Avventura nella preistoria - I mostri marini
Avventura nella preistoria - I mostri marini (Sea Monsters: A Prehistoric Adventure) è un film del 2007, prodotto dalla National Geographic Society e distribuito in 3D e girato con la computer grafica e musica Ambient.
Il film è diviso in due parti: la prima, girata principalmente in computer grafica, si intitola I mostri marini ed è ambientato sulla terra 80 milioni di anni fa e ha come protagonisti gli incredibili rettili marini che dominavano gli oceani; il secondo è invece un documentario sulla paleontologia che si intitola Un mistero preistorico.

## Trama

### I mostri marini
Ambientato nel mare del Kansas 80 milioni di anni fa durante il periodo del tardo Cretaceo, (epoca in cui i dinosauri e i rettili volanti, rappresentati rispettivamente da un Gorgosaurus e da uno stormo di Pteranodon, dominavano la terra e i cieli) ha come protagonista Dolly, una femmina di Dolichorhynchops, insieme alla sua famiglia. Essa viene attaccata da uno squalo (Cretoxyrhina), che, non prima di uccidere la madre di Dolly, viene ucciso da un Tylosaurus. Il Dolichorhynchops protagonista sopravvive con un dente incorporato.
Più tardi, il fratello di Dolly viene divorato intero da un giovane Tylosaurus che cerca di divorare anche Dolly, ma fallisce in quanto viene ucciso da un altro esemplare della sua specie, ma ora Dolly è rimasta da sola. Il Dolichorhynchops, dopo essere riuscita a viaggiare per il mare intero, sfuggire ai pericoli incontrati e aver partorito tre cuccioli, muore serenamente.

### Un mistero preistorico
È un documentario che vedrà invece un gruppo di archeologi e biologi guidarci alla scoperta di nuove specie preistoriche mai conosciute prima d'ora, in un cimitero di mostri marini fossilizzati nei fondali dell'Artico.

## Creature presenti
- Ammonite
- Baculite
- Bananogmius
- Caproberyx
- Cretoxyrhina
- Dolichorhynchops
- Enchodus
- Gillicus
- Gorgosaurus
- Henodus
- Hesperornis
- Inoceramus
- Medusa
- Kronosaurus
- Leptecodon
- Nothosaurus
- Platecarpus
- Protosphyraena
- Protostega
- Pteranodon
- Squalicorax
- Styxosaurus
- Temnodontosaurus
- Tusoteuthis
- Tylosaurus
- Uintacrinus
- Xiphactinus

## Colonna sonora
La National Geographic non pubblicò mai la colonna sonora originale del film. Tuttavia, fu distribuita come download la canzone "Different Stories Different Lives" di Peter Gabriel.

## Videogioco
Il 25 ottobre 2007 è stato messo in commercio un videogioco intitolato Sea Monsters: A Prehistoric Adventure  sviluppato da Destination Software, Inc. e rilasciato per Nintendo Wii, PlayStation 2 e Nintendo DS. Permette ai giocatori di interagire in un mondo preistorico di creature marine. Si possono utilizzare un Thalassomedon, Henodus, Temnodontosaurus, Tylosaurus, Dolichorhynchops e Nothosaurus.
Il videogioco ha ricevuto recensioni negative su tutte le piattaforme.

## Accoglienza
Nonostante lo scarso successo del videogioco, il film ha ricevuto recensioni molto positive per la sua trama, musica ed effetti speciali. Nel sito web Rotten Tomatoes risulta che il 100% dei critici in 12 recensioni ha dato un giudizio positivo, cosa alquanto rara su tale sito.